# Kim Gook-young
Kim Gook-young (ur. 19 kwietnia 1991) – południowokoreański lekkoatleta, sprinter.
Specjalizuje się w biegu na 100 metrów. W 2008 dotarł do półfinału mistrzostw Azji juniorów, a rok później odpadł w eliminacjach podczas igrzysk Azji Wschodniej. Bez większych sukcesów startował w 2010 na mistrzostwach świata juniorów oraz igrzyskach azjatyckich (koreańska sztafeta 4 × 100 metrów z Kimem Gook-youngiem na trzeciej zmianie została zdyskwalifikowana w eliminacjach i nie awansowała do finału igrzysk). Wielokrotny rekordzista kaju. Medalista mistrzostw Korei Południowej w kategorii juniorów oraz seniorów, a także koreańskich igrzysk narodowych.
Rekord życiowy: 10,07 (27 czerwca 2017, Jeongseon) – rezultat ten jest rekordem Korei Południowej. Kim Gook-young biegł na czwartej zmianie koreańskiej sztafety 4 × 100 metrów, która w 2014 ustanowiła aktualny rekord kraju – 38,74.

## Osiągnięcia
| Rok  | Impreza                     | Miejsce   | Konkurencja        | Pozycja                  | Wynik |
| ---- | --------------------------- | --------- | ------------------ | ------------------------ | ----- |
| 2008 | Mistrzostwa Azji juniorów   | Dżakarta  | bieg na 100 m      | półfinał – 11. miejsce   | 10,68 |
| 2009 | Mistrzostwa Azji            | Guangdong | bieg na 100 m      | eliminacje               | 10,81 |
| 2009 | Mistrzostwa Azji            | Guangdong | sztafeta 4 × 100 m | 6. miejsce               | 39,86 |
| 2009 | Igrzyska Azji Wschodniej    | Hongkong  | bieg na 100 m      | eliminacje – 9. miejsce  | 10,79 |
| 2010 | Mistrzostwa świata juniorów | Moncton   | bieg na 100 m      | półfinał – 22. miejsce   | 11,05 |
| 2010 | Igrzyska azjatyckie         | Kanton    | bieg na 100 m      | półfinał – 12. miejsce   | 10,51 |
| 2011 | Mistrzostwa Azji            | Kobe      | bieg na 100 m      | półfinał – 15. miejsce   | 10,73 |
| 2011 | Mistrzostwa Azji            | Kobe      | sztafeta 4 × 100 m | 6. miejsce               | 39,85 |
| 2011 | Mistrzostwa świata          | Taegu     | sztafeta 4 × 100 m | eliminacje – 13. miejsce | 38,94 |
| 2014 | Igrzyska azjatyckie         | Incheon   | bieg na 100 m      | półfinał – 10. miejsce   | 10,35 |
| 2015 | Uniwersjada                 | Gwangju   | bieg na 100 m      | 6. miejsce               | 10,31 |
| 2015 | Mistrzostwa świata          | Pekin     | bieg na 100 m      | eliminacje – 43. miejsce | 10,48 |
| 2017 | Mistrzostwa świata          | Londyn    | bieg na 100 m      | półfinał – 23. miejsce   | 10,40 |
| 2019 | Mistrzostwa świata          | Doha      | bieg na 100 m      | eliminacje               | 10,32 |
| 2023 | Igrzyska azjatyckie         | Hangzhou  | sztafeta 4 × 100 m | 3. miejsce               | 38,74 |